# Lgota Górna
Lgota Górna – wieś w Polsce położona w województwie śląskim, w powiecie myszkowskim, w gminie Koziegłowy.

## Nazwa
Miejscowość ma metrykę średniowieczną i istnieje co najmniej od XV wieku. Wymieniona po raz pierwszy w dokumencie spisanym w języku łacińskim z 1430 jako Lgotha, 1439 Magna Lgotha, 1529 Lgothka. Lgota Górna w przeszłości zwana była również Lgotą Wielką .
W XIX-wiecznym Słowniku geograficznym Królestwa Polskiego miejscowość wymieniona jest pod nazwą Lgota Koziegłowska

## Historia
Początkowo miejscowość stanowiła własność szlachecką leżącą w kluczu majętności rodu Koziegłowskich właścicieli pobliskich Kozichgłów. Właścicielem miejscowości był starosta sądecki Krystyn z Kozichgłów herbu Lis, który zmarł w 1437. Po jego śmierci w latach 1439–1440 w wyniku podziału dóbr pomiędzy jego synami, trzema braćmi: Janem młodszym, Krystynem oraz Janem starszym temu ostatniemu przypadł zamek w Koziegłowach wraz z jego uposażeniem w skład, którego wchodziła również Lgota zwana wówczas Wielką .
Miejscowość w zlatynizowanej formie Lgotha (Lgota) wymienia w latach (1470–1480) Jan Długosz w księdze Liber beneficiorum dioecesis Cracoviensis. W 1519 Krystyn II Koziegłowski syn sprzedał biskupowi Janowi Konarskiemu dobra koziegłowskie w tym Lgotę. W wyniku tej transakcji miejscowość weszła w posiadanie biskupstwa krakowskiego w siewierskim kluczu majątkowym tzw. księstwie siewierskim znajdującym się w Koronie Królestwa Polskiego, a od unii lubelskiej z 1569 w Rzeczypospolitej Obojga Narodów .
Po rozbiorach Polski miejscowość znalazła się w zaborze rosyjskim i leżała w Królestwie Polskim. W Słowniku geograficznym Królestwa Polskiego wymieniona jest jako wieś rządowa leżąca w powiecie będzińskim w gminie Koziegłowy i parafii Koziegłówki. W 1827 w miejscowości znajdowało się 120 domów zamieszkiwanych przez 799 mieszkańców. W 1884 liczba domów się zwiększyła do 170, a mieszkańców wzrosła do 1351. Wieś liczyła 2068 morgi powierzchni w tym 1284 gruntów ornych. We wsi odnotowana została szkoła początkowa, a przy wsi folwark.
W latach 1954–1972 wieś należała i była siedzibą władz gromady Lgota Górna. W latach 1975–1998 miejscowość administracyjnie należała do województwa częstochowskiego.